# Konobo District
Konobo är ett distrikt i Liberia.   Det ligger i regionen Grand Gedeh County, i den östra delen av landet, 300 km öster om huvudstaden Monrovia.